# 人吉車站
人吉車站（日语：〔〕／ Hitoyoshi eki */?）是一位於日本熊本縣人吉市中青井町326番地1號、由九州旅客鐵道（JR九州）與球磨川鐵道（くま川鉄道）湯前線共用的鐵路車站。其中球磨川鐵道湯前線的車站自2009年4月1日起更名為人吉溫泉車站（人吉温泉駅）。
人吉車站是九州的地方支線肥薩線（又暱稱為「蝦野高原線」）與第三部門鐵路業者球磨川鐵道所屬的湯前線之交會車站。

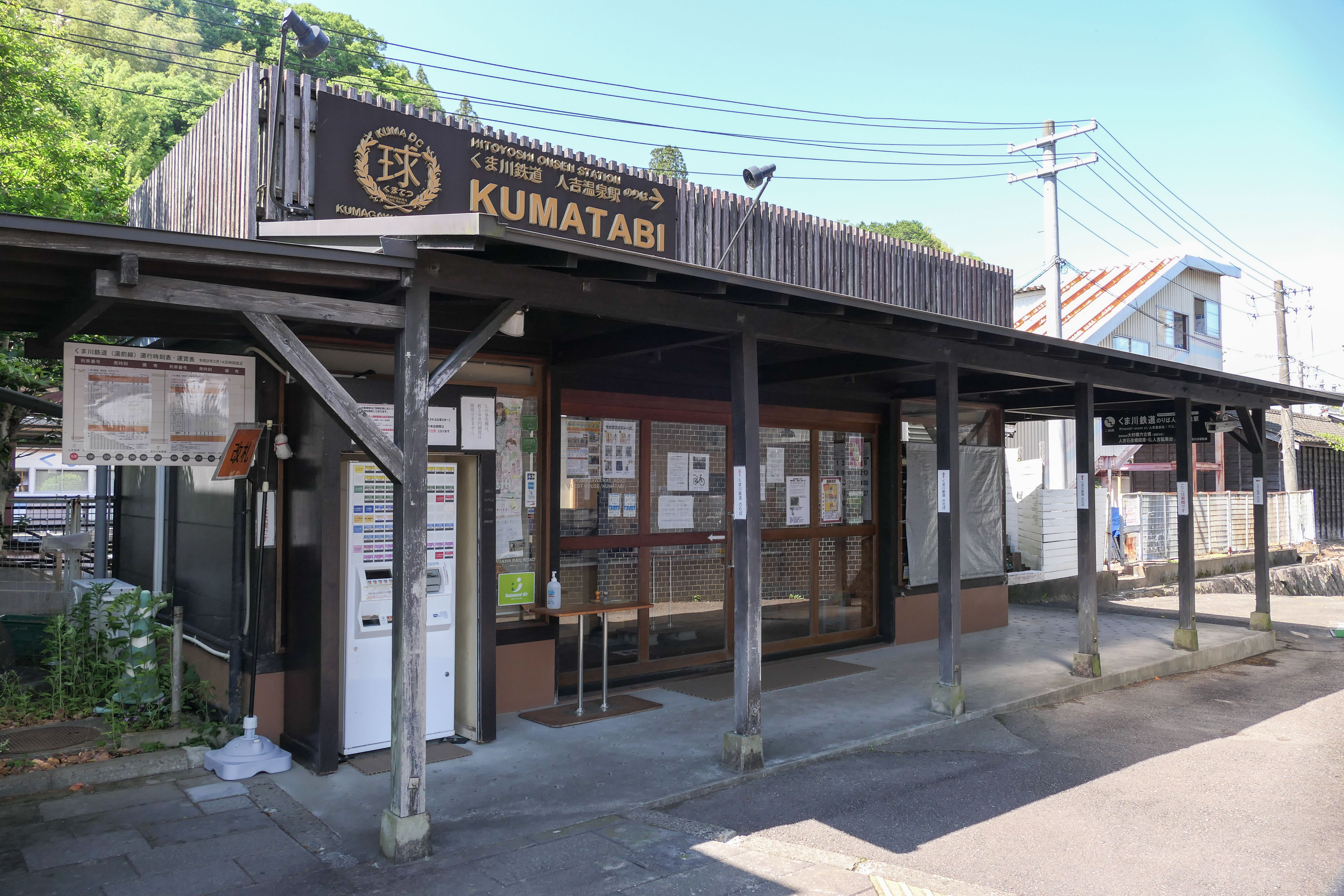
湯前線站房(2023年5月)

## 車站構造
人吉車站為一平面車站，JR九州設有一座島式月台與一座側式月台共三條乘車線，至於離站房最遠的一座島式月台與兩條乘車線則是由球磨川鐵道使用，JR與球磨鐵之間的月台有跨線天橋互通，乘客並不需出站之後再重新進站才能轉搭不同公司之間的路線。人吉車站在靠近八代方向設有車輛基地，擁有一座磚造的車庫，原本屬於JR九州人吉鐵道事業部所有，但在2005年3月時其業務併入了熊本鐵道事業部。
雖然是個支線車站，但人吉卻以風味與包裝非常特殊的車站便當（駅弁）而聞名日本全國。其中尤以擁有栗子造型外盒的栗子飯（栗めし）便當最為出名，經常登上九州地區的車站便當排行榜。

### 月台配置
| 月台 | 路線    | 方向 | 目的地                 | 備註                          |
| ---- | ------- | ---- | ---------------------- | ----------------------------- |
| 1    | ■肥薩線 | 上行 | 八代、新八代、熊本方向 | 一部分2、3號月台開出          |
| 2、3 | ■肥薩線 | 下行 | 吉松、隼人方向         | 八代方向開出的直通只限3號月台 |
| 4、5 | ■湯前線 | -    | 朝霧、湯前方向         |                               |

## 歷史
- 1908年（明治41年）6月1日 - 八代 - 人吉通車時設立
- 1911年（明治44年）5月11日 - 鹿兒島本線（人吉 - 吉松）間通車
- 1924年（大正13年）3月30日 - 湯前線（人吉 - 湯前）間通車
- 1927年（昭和2年）10月17日 - 川內本線（八代 - 水俁 - 鹿兒島）通車，編入鹿兒島本線，原鹿兒島本線區間（八代 - 人吉 - 鹿兒島）分離出成為肥薩線
- 1986年（昭和61年）11月1日 - 肥薩線開始導入電子閉塞裝置
- 1987年（昭和62年）4月1日 - 國鐵分割民營化後成為九州旅客鐵道（JR九州）轄下的車站。
- 1989年（平成元年）10月1日 - 湯前線交由球磨川鐵道營運
- 2007年（平成19年）11月30日 - 人吉車庫與舊鐵軌搭建的月台獲選為南九州近代化産業遺產群
- 2009年（平成21年）4月1日 - 球磨川鐵道將人吉站改稱為人吉溫泉站
- 2009年（平成21年）4月25日-2005年（平成17年）58654 「SL阿蘇男孩」（ＳＬあそＢＯＹ）結束運轉，2009年（平成21年）4月25日原車輛編組更新後做為「SL人吉」使用
- 2010年（平成22年）7月21日 - 人吉站前廣場更新完成，原東側廣場的時鐘移往中央。

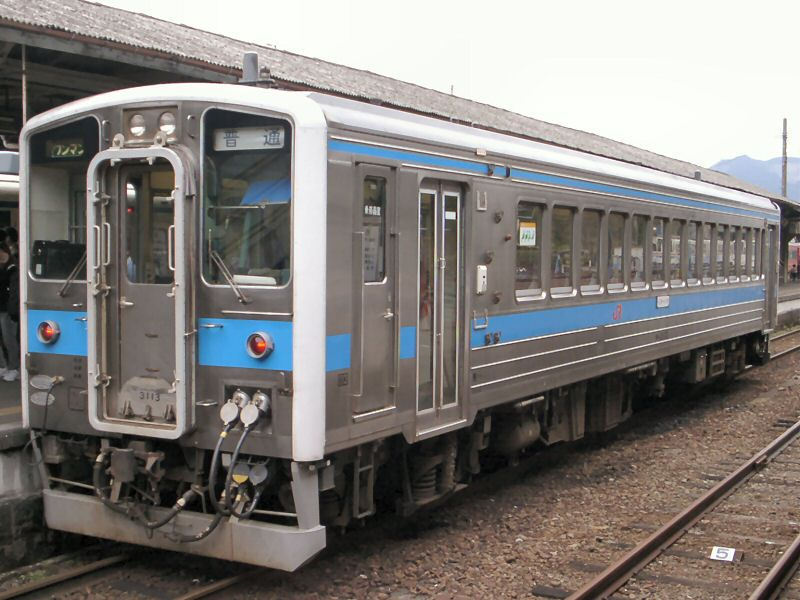
肥薩線上普通列車使用的國鐵Kiha 31型柴油車
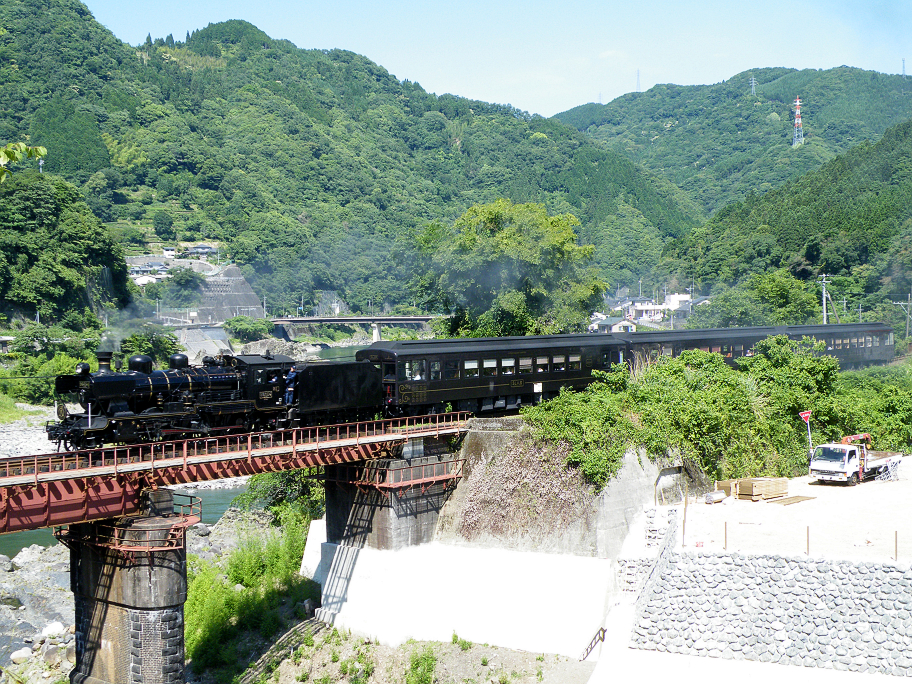
SL人吉
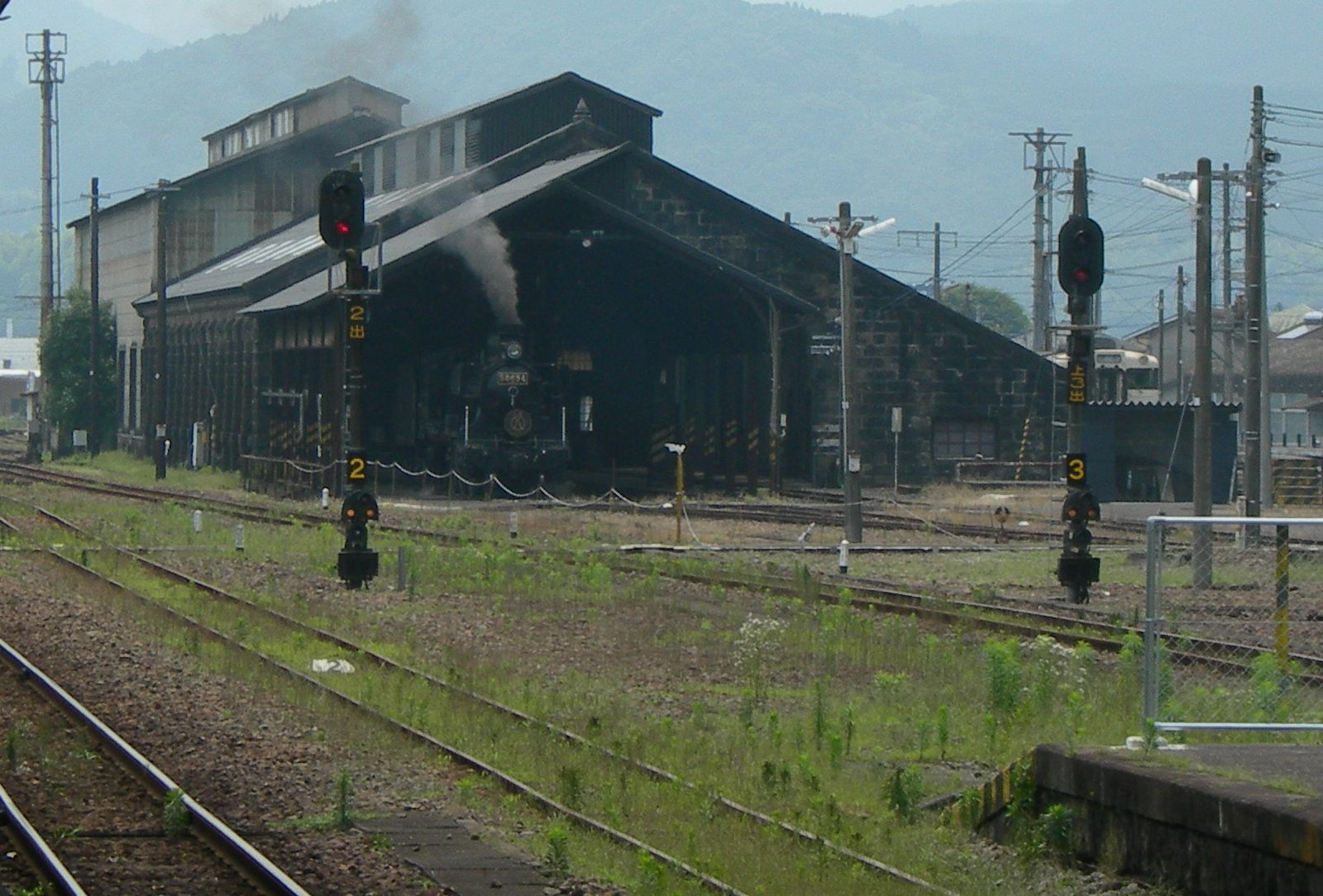
人吉車庫，在物資運送扮演重要角色，被列入南九州近代化産業遺產
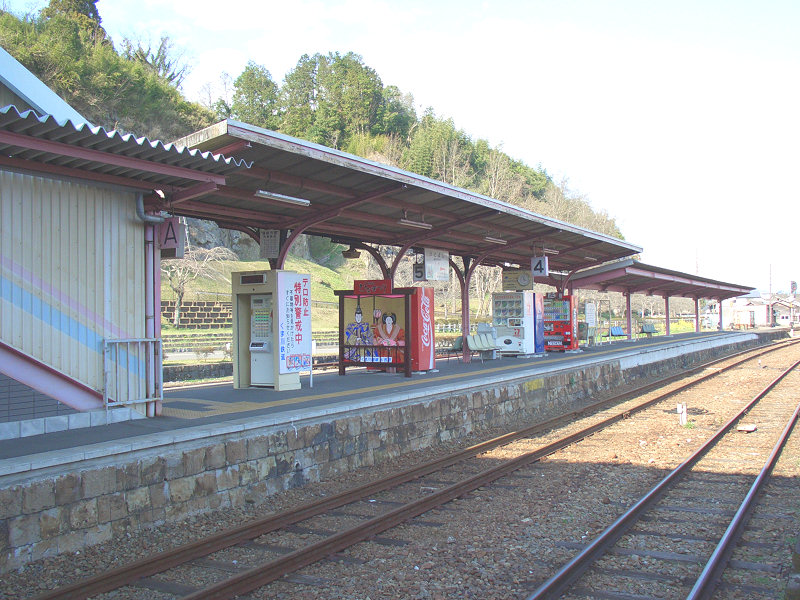
4、5號線，為球磨川鐵道的湯前線擁有
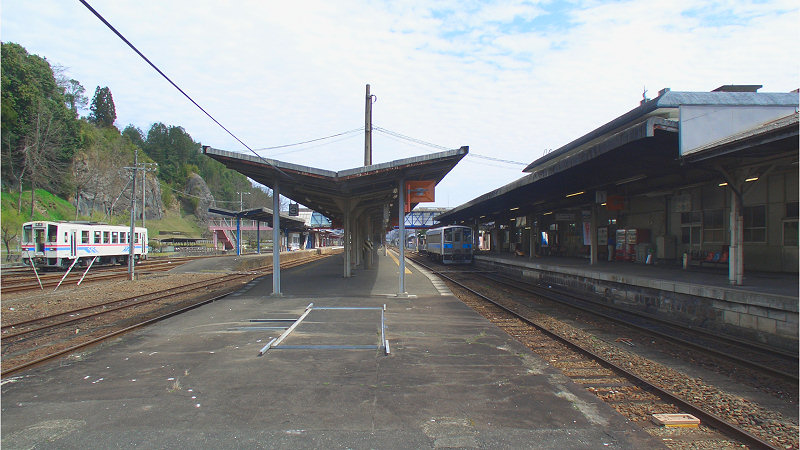
右方為1號線，左方為4、5號線
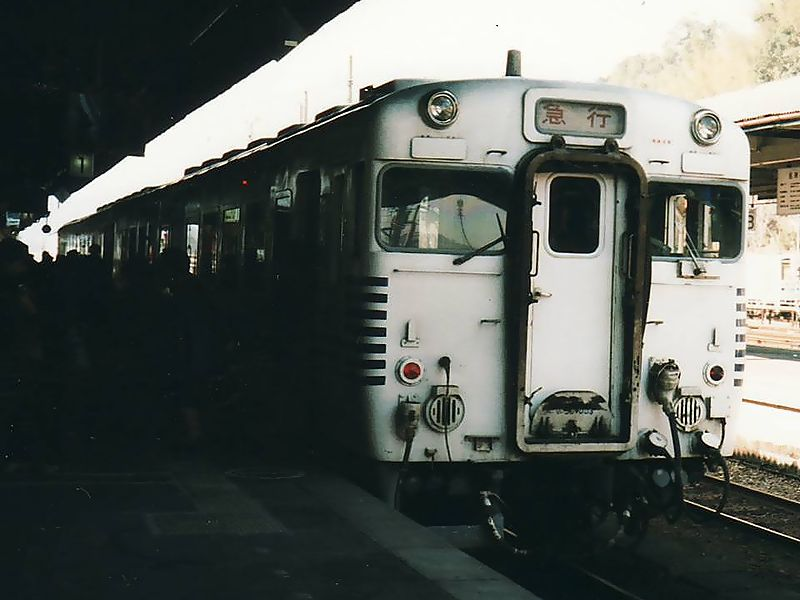
1993～2000年間急行「球磨川」使用的國鐵Kiha 58型柴油車

## 相鄰車站
九州旅客鐵道（JR九州）
肥薩線
- 特急「伊三郎號、新平號」停靠站（此站起往大畑方向視作普通列車運行）
- 特急「翡翠號、山翡翠號」、臨時快速「SL人吉」到發站

■快速
渡－人吉
■普通
西人吉－人吉－大畑
球磨川鐵道
湯前線
人吉溫泉－相良藩願成寺

## 關連項目
- 日本鐵路車站列表

## 外部連結
- JR九州 － 人吉站 （页面存档备份，存于）（日語）
- 球磨川鐵道各站資訊（页面存档备份，存于）（日語）

32°12′57″N 130°45′13″E / 32.21583°N 130.75361°E